# Seine-Maritime
La Seine-Maritime, dénommée Seine-Inférieure jusqu'en 1955, est un département français de la région Normandie,,, dont il héberge plus du tiers de la population. L'Insee et La Poste lui attribuent le code 76.
Sa préfecture est Rouen et sa plus grande ville est Le Havre.

## Gentilé
Depuis le 1er janvier 2006, à la suite d'une consultation, réalisée en décembre 2005 par courrier et par Internet, les habitants de Seine-Maritime sont appelés les Seinomarins et Seinomarines,.

## Histoire
Le département de la Seine-Inférieure est créé à la Révolution française, le 4 mars 1790 en application de la loi du 22 décembre 1789, à partir d'une partie de la province de Normandie.

Carte de la Seine-inférieure 1790.

En 1800 sont créés 5 arrondissements : Dieppe, Le Havre, Neufchâtel, Rouen et Yvetot.
Après la victoire des coalisés à la bataille de Waterloo (18 juin 1815), le département est occupé par les troupes britanniques de juin 1815 à novembre 1818 (voir Occupation de la France à la fin du Premier Empire).
Après le coup d'État du 2 décembre 1851 de Napoléon III, la Seine-Inférieure fait partie des départements placés en état de siège afin de parer à tout soulèvement massif.
En 1926 : les arrondissements de Neufchâtel et d'Yvetot sont supprimés. 
Elle prend le nom de « Seine-Maritime » le 18 janvier 1955.
Pendant Mai 68, le département est celui des premières usines en grève. Chez Renault-Cléon, jeudi 16 mai à 5 heures, l'équipe du matin trouve portes fermées, la grève ayant été déclenchée le mardi 14 mai à 15 heures. Plusieurs centaines de salariés de l'équipe de nuit restent enfermés dans les bâtiments administratifs et le directeur de l'usine refuse de quitter l'entreprise.

## Armoiries
| Blason | Blasonnement : De gueules à la fasce ondée d'argent, accompagnée de deux léopards d'or armés et lampassés d'azur. Commentaires : Armoiries proposées par Robert Louis en 1950. Ce sont les armes de la Normandie avec une fasce évoquant la Seine. |

## Géographie

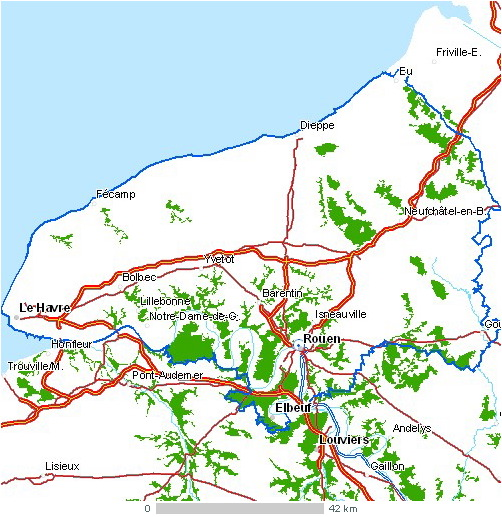
Carte de la Seine-Maritime.

La Seine-Maritime, baignée par la Manche de l'estuaire de la Seine jusqu'à l'embouchure de la Bresle, fait partie de la région Normandie. Elle est limitrophe des départements de la Somme, de l'Oise, du Calvados et de l'Eure.
Le plateau crayeux du pays de Caux occupe la majeure partie du département, qui comprend aussi, à l'est, le Petit Caux et le pays de Bray, ainsi qu'au sud, la vallée de la Seine.
Les principales villes du département sont : Rouen, Le Havre, Dieppe, Fécamp, Elbeuf, Barentin, Yvetot et Lillebonne.

Paysages de la Seine-Maritime :
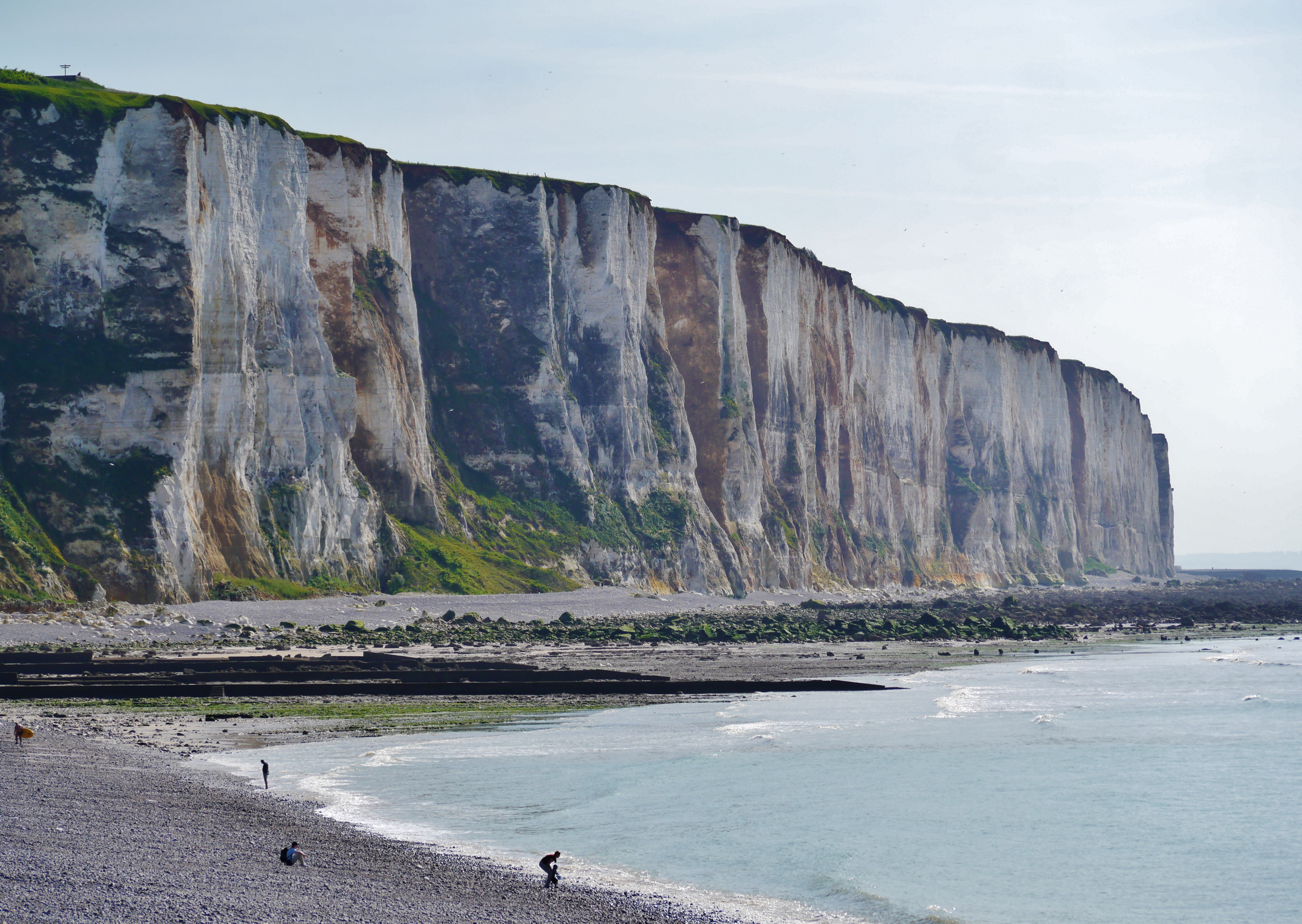
Falaises du Tréport, au nord.
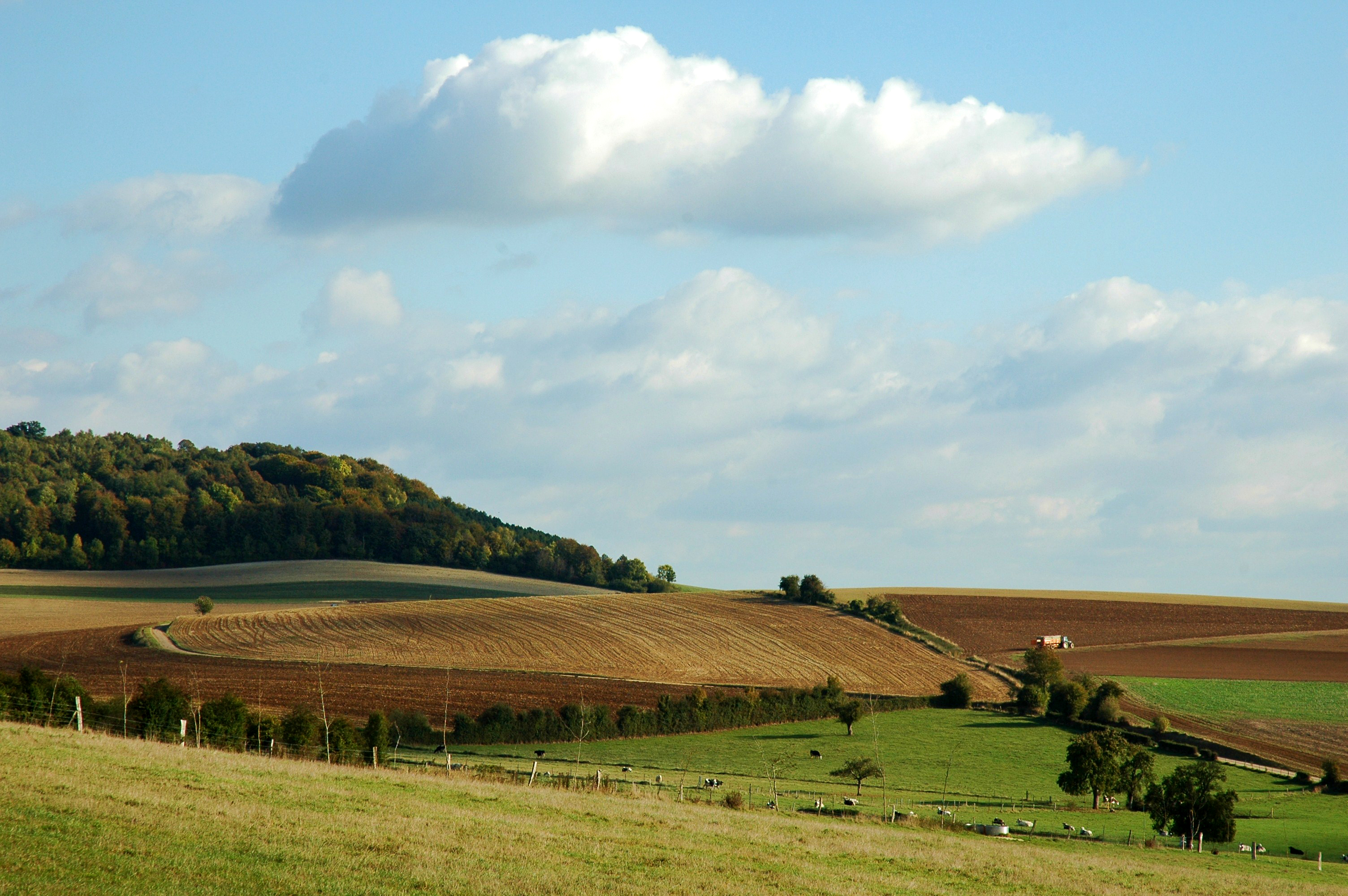
Neufchâtel-en-Bray à l'est.
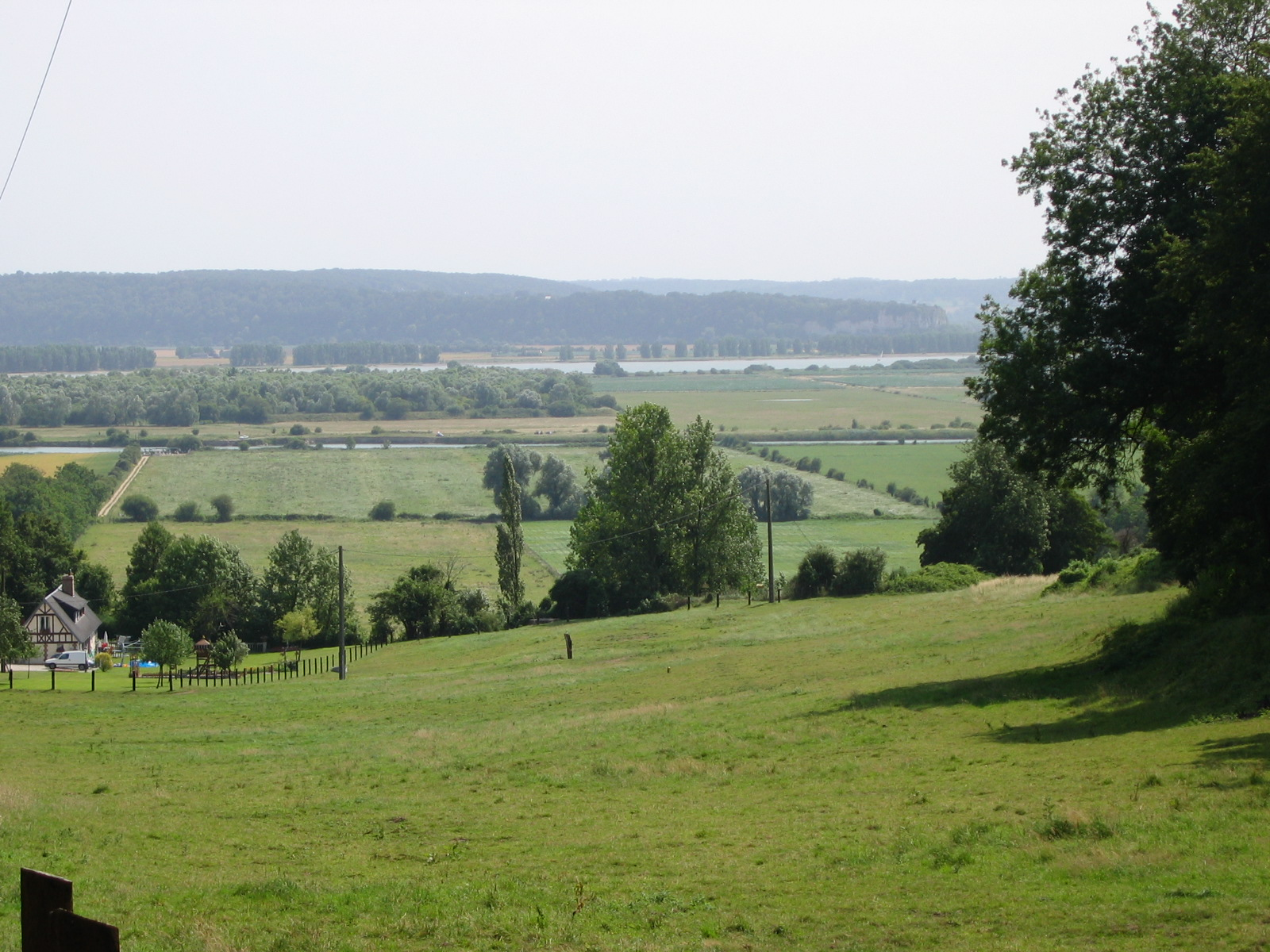
Vallée de la Seine, entre Le Havre et Tancarville à l'ouest.
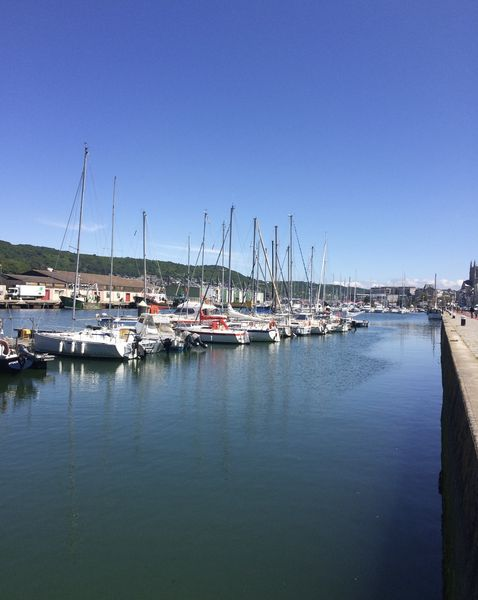
Photo du port de Fécamp.

## Climat
Le climat de la Seine-Maritime est océanique. Il existe des différences de températures entre le littoral et l'intérieur du département. En hiver, les températures enregistrées sur la côte sont plus douces que celles relevées plus à l'est. L'effet inverse est notable en été. Les terres du pays de Bray, situées plus en altitude, connaissent quelques épisodes neigeux en hiver. Les vents dominants viennent du sud-ouest ou de l'ouest. Ils peuvent souffler en tempête en automne et en hiver.

## Interventions publiques
En 2017, le département dispose d'un budget de 1,8 milliard d'euros.
Les investissements : chiffres clés
La solidarité : 817,7 M €
Les engagements de solidarité restent le premier budget de la collectivité avec 817,7 M€.
- Revenu de Solidarité Active : 261,4 M€
- Allocation Personnalisée d'Autonomie et personnes âgées : 209,6 M€
- Enfance et Famille : 184,9 M€
- Personnes en situation de handicap : 151,7 M€
- Protection Maternelle et Infantile, Santé Publique : 3,6 M€
- Coopération décentralisée : 0,41 M€
- Lutte contre les discriminations et le racisme : 0,35 M€

Développement du territoire : 88,1 M€
Égalité des droits (Éducation, Culture et Sport) : 136,3 M€
Mobilité, la sécurité et la protection de l’environnement : 162,7 M€
Frais de structure : 243,8 M€.
L'encours de la dette du département de la Seine-Maritime est de 989 millions d'euros au 31 décembre 2019. Il a décru de plus de 247 M€ entre le 31 décembre 2014 et le 31 décembre 2019.

## Développement économique

### Emplois, revenus et niveau de vie
Quelques statistiques :
- le taux de chômage est de 9,7 % en 2006[15], 11,1 % en 2015 et 9,8 % en 2019[16] ;
- la répartition de la population active par secteur économique[Quand ?] est de 3,5 % pour le secteur primaire, 22 % pour le secteur secondaire et 71,5 % pour le secteur tertiaire.

### Agriculture
- Agriculture : céréales, lin (pays de Caux), betteraves, colza ;
- Sylviculture ;
- Pêche : Dieppe, Le Havre, Fécamp, Le Tréport ;
- Élevage : pays de Bray (élevage laitier), pays de Caux (viande, lait).

### Industrie
Les zones industrielles, dans la vallée de la Seine, se répartissent sur trois pôles principaux : l'estuaire (zone industrialo-portuaire du Havre), la zone Lillebonne/Notre-Dame-de-Gravenchon en amont du pont de Tancarville et Rouen.
Les activités industrielles sont diverses : la pétrochimie (raffinerie de Normandie, Total ; raffinerie de Port-Jérôme-Gravenchon, ExxonMobil, Shell[Laquelle ?]), les industries de pointe, en particulier les usines automobile Renault (Sandouville, Cléon, Dieppe) et deux centrales nucléaires à Penly (2 × 1 300 MW) au nord de Dieppe et à Paluel (4 × 1 300 MW) à l'est de Fécamp.
Les activités portuaires sont réparties sur différents sites : port du Havre (premier port à conteneurs de France), grand port maritime de Rouen, port du Havre-Antifer et ports secondaires (Dieppe, Fécamp et Le Tréport).

### Transports
L'axe Paris - Rouen - Le Havre est l'axe de transport majeur du département, construit autour de la Seine navigable et parcouru par les autoroutes A13 et A131 et par la ligne ferroviaire majeure de Paris-Saint-Lazare au Havre. Les ports du Havre et de Rouen sont deux des plus importants ports maritimes français, et jouent un rôle majeur dans l'économie du département et sa physionomie.

### Tourisme
Le tourisme est diversifié entre Rouen, la vallée de la Seine, les stations balnéaires du littoral (Étretat, Fécamp, Dieppe, Le Tréport). On peut également évoquer les ports, parmi lesquels, notamment, Saint-Valery-en-Caux pour la plaisance. La Seine-Maritime dispose de huit passages d'eau entre Rouen et l'embouchure de la Seine, permettant la traversée de celle-ci par des bacs amphidromes, en complément des ponts.

Le département compte un village classé  parmi les Plus Beaux Villages de France : Veules-les-Roses.

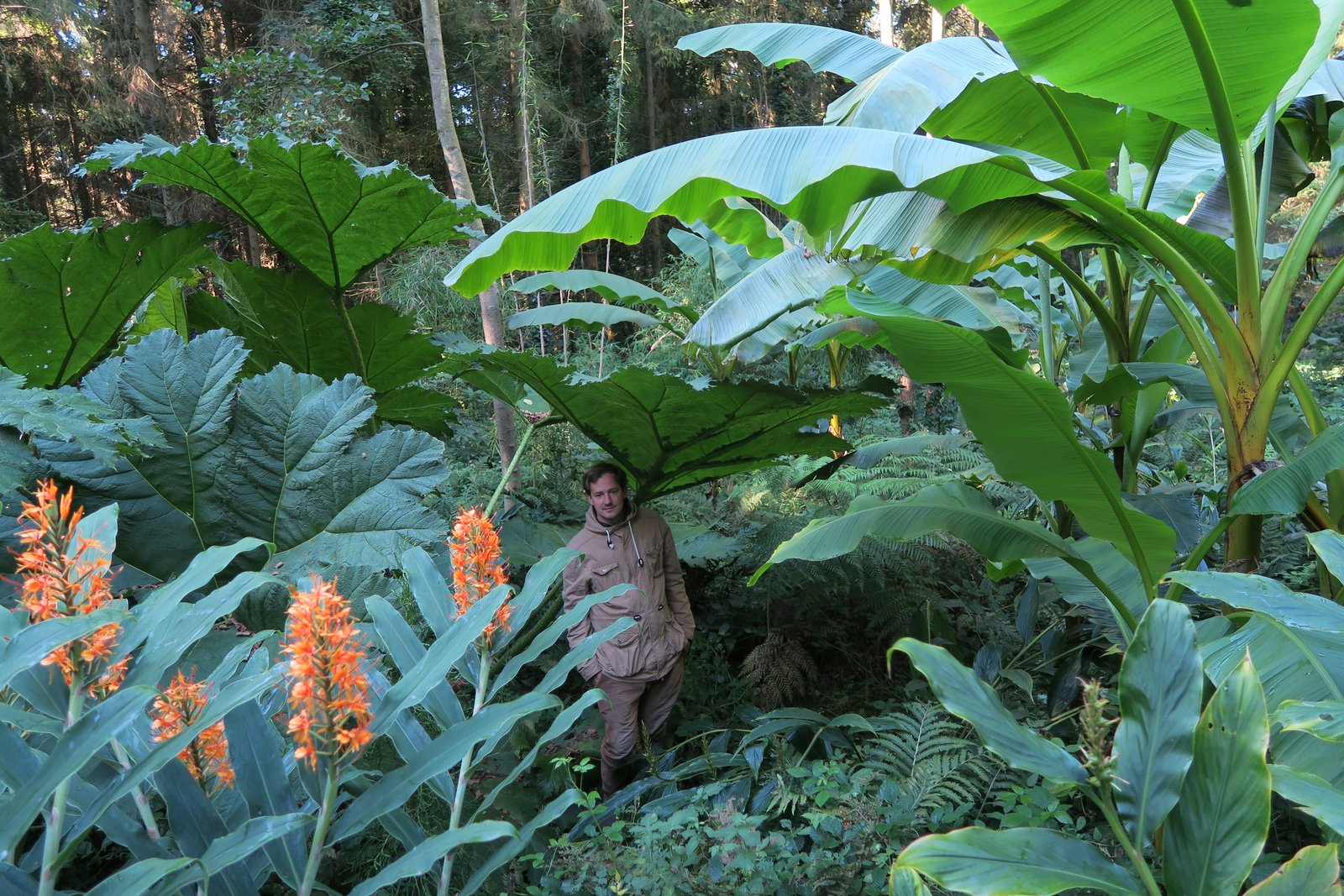
Le Jardin jungle de Eu.
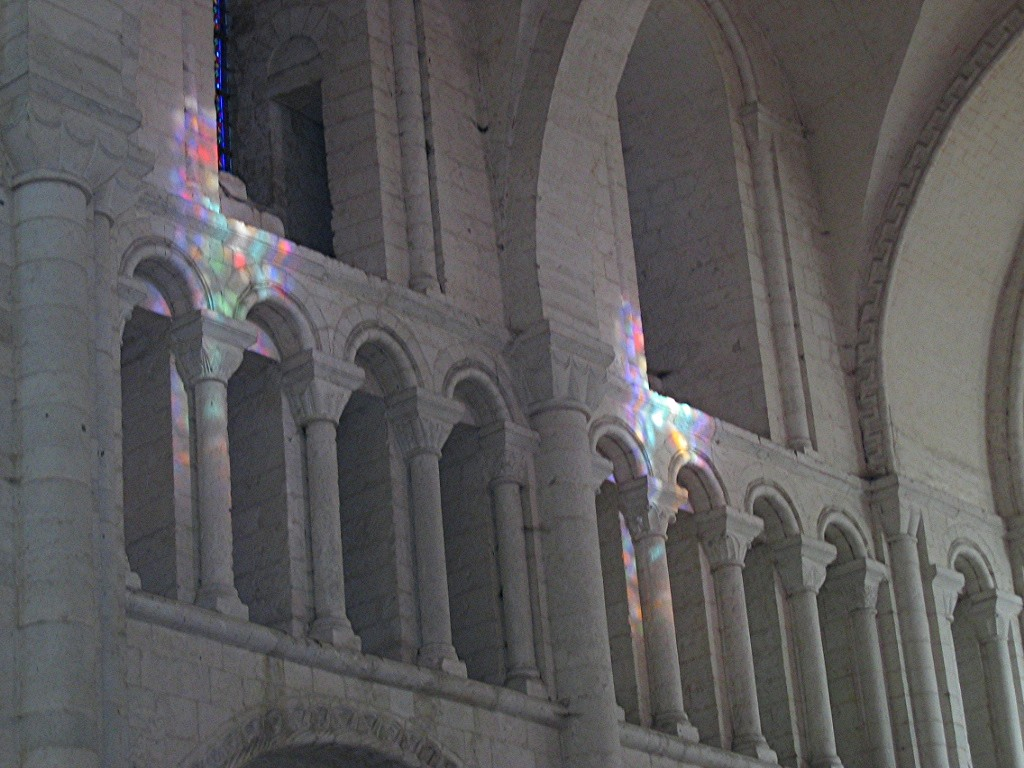
Nef de l'abbatiale Saint-Georges-de-Boscherville.
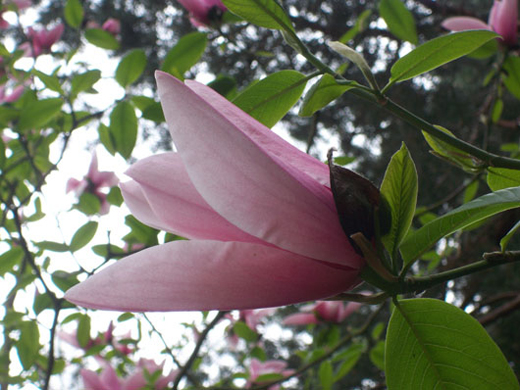
Magnolia visibles au bois des Moutiers à Varengeville-sur-Mer.
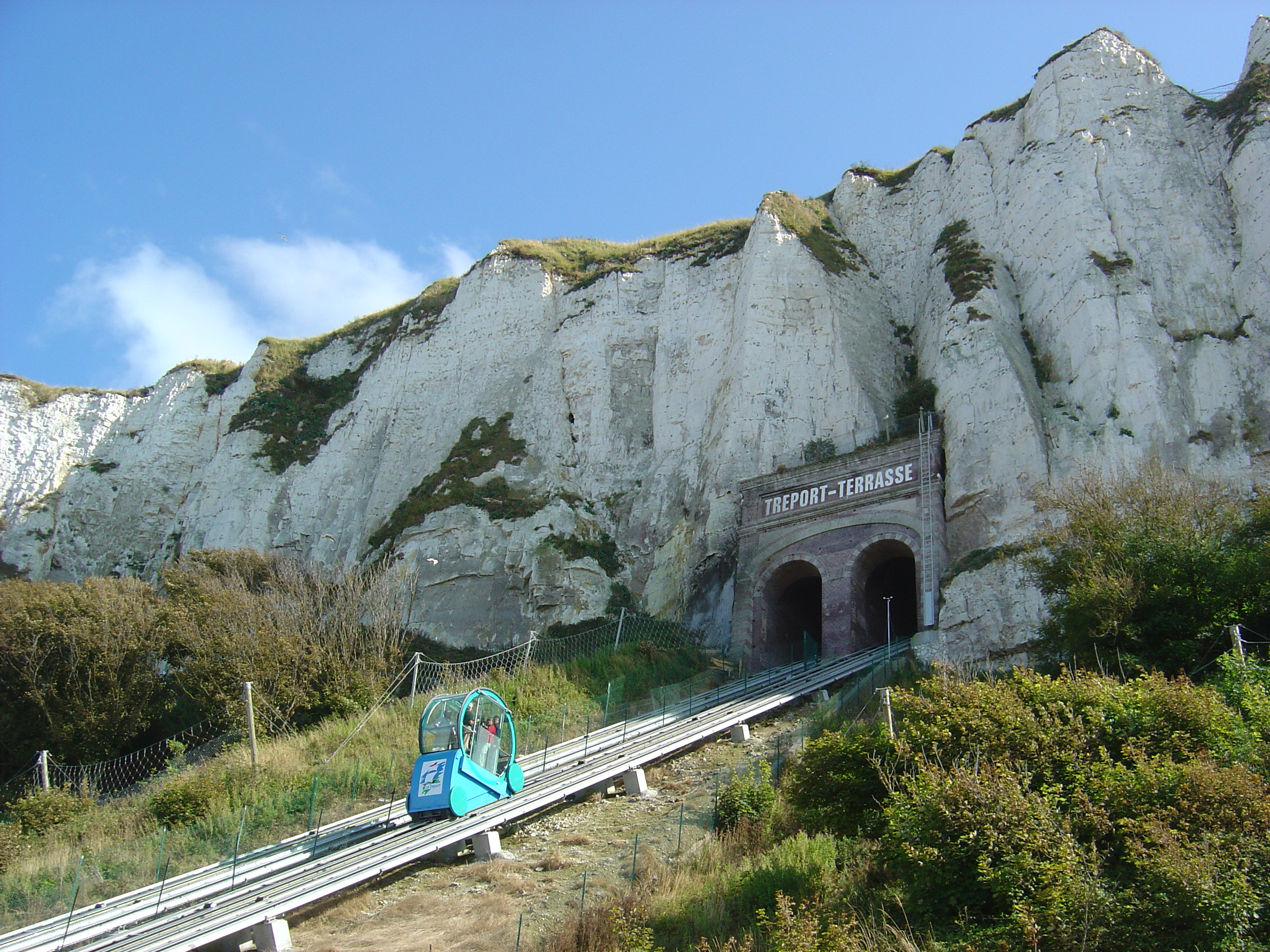
Funiculaire du Tréport.
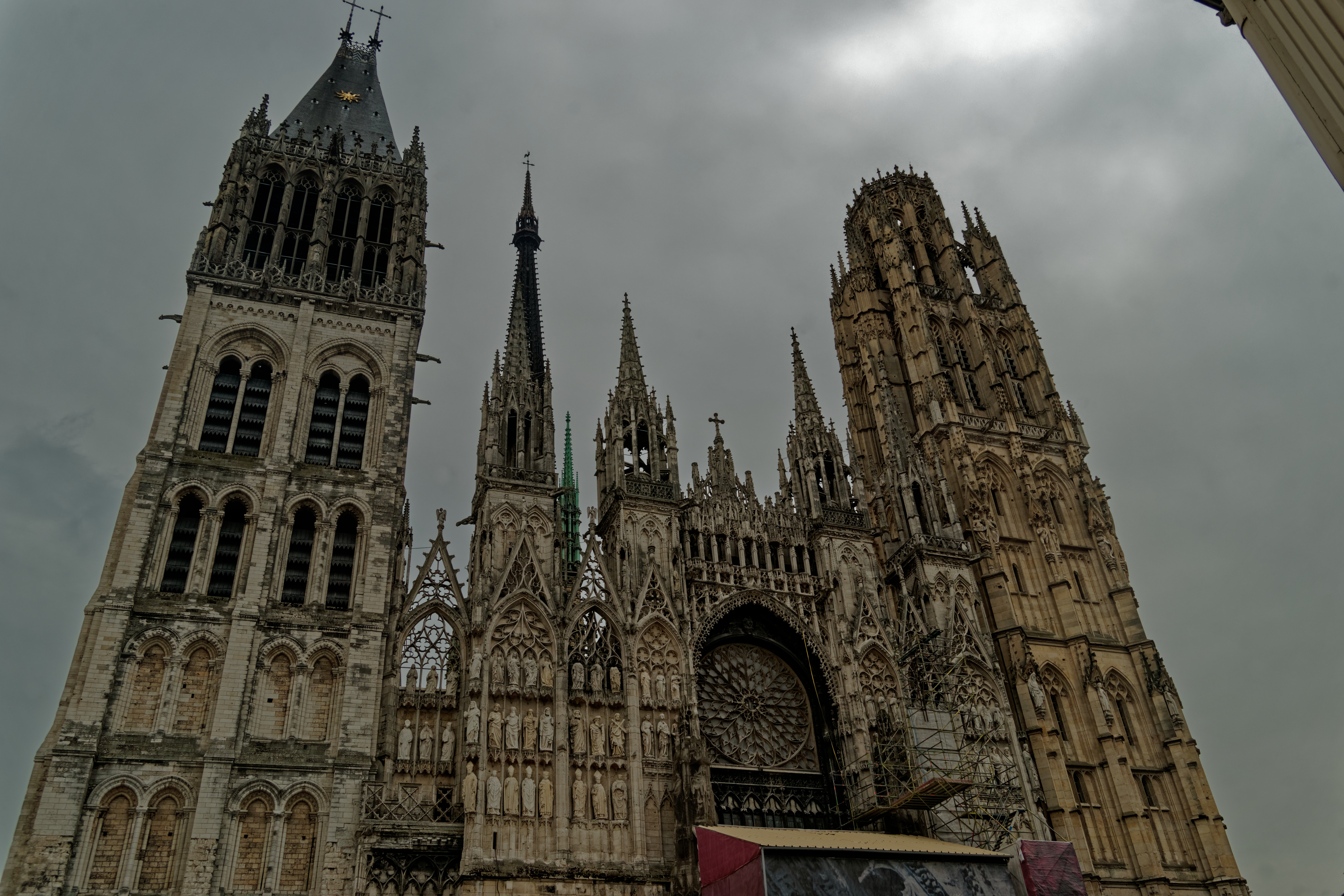
Cathédrale Notre-Dame de Rouen.

#### Routes touristiques
Plusieurs routes touristiques dans le département permettent de découvrir le patrimoine selon un thème :
- la route des abbayes, qui va de l'abbaye de Graville, au Havre, à celle de Saint-Ouen, à Rouen, en passant par Montivilliers, l'abbaye de Gruchet-le-Valasse, l'abbaye de Saint-Wandrille, l'abbaye de Jumièges et celle de Saint-Martin-de-Boscherville ;
- la route de l'ivoire (Dieppe, Yvetot) ;
- la route du verre (pays de Bray) ;
- la route des colombiers (pays de Caux) ;
- la route des fruits (vallée de la Seine), l'été.

#### Parcs et réserves naturelles
Les principaux sites sont le parc naturel régional des Boucles de la Seine normande, la côte d'Albâtre avec ses plages de galets et ses falaises, le jardin botanique du Bois des Moutiers, parc de 12 hectares à Varengeville-sur-Mer, le jardin jungle de Eu et le parc zoologique de Clères.

#### Châteaux
Les principaux châteaux sont le château d'Arques-la-Bataille (vestiges), le château d'Ételan (Renaissance flamboyante) à Saint-Maurice-d'Ételan, le château de Filières (XVIe au XVIIIe siècle) à Gommerville, le château de Miromesnil près de Dieppe, lieu de naissance de Guy de Maupassant, le château de Cany-Barville et le château de Galleville à Doudeville. Le château d’Eu est l’ancienne résidence d’été du roi Louis-Philippe.

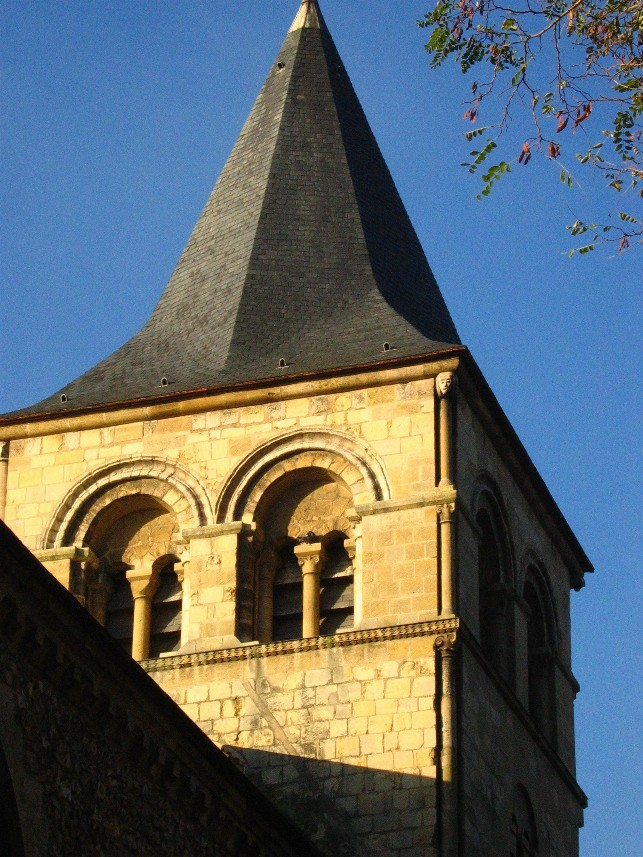
Clocher de l'abbaye de Graville.
Étretat.
Le Havre.
Étretat.
Colombages rouennais.

### Les résidences secondaires
Selon le recensement général de la population du 1er janvier 2020, 3,8 % des logements disponibles dans le département étaient des résidences secondaires en 2017.
Ce tableau indique les principales communes de la Seine-Maritime dont les résidences secondaires et occasionnelles dépassent 10 % des logements totaux en 2008 :
| Commune                  | Population SDC | Nombre de logements | Rés. secondaires | % Rés. secondaires |
| ------------------------ | -------------- | ------------------- | ---------------- | ------------------ |
| Veulettes-sur-Mer        | 321            | 497                 | 341              | 68,58 %            |
| Quiberville              | 522            | 594                 | 343              | 57,81 %            |
| Veules-les-Roses         | 572            | 807                 | 445              | 55,18 %            |
| Saint-Martin-aux-Buneaux | 664            | 620                 | 332              | 53,60 %            |
| Criel-sur-Mer            | 2 724          | 2 134               | 873              | 40,90 %            |
| Étretat                  | 1 505          | 1 387               | 548              | 39,51 %            |
| Yport                    | 976            | 753                 | 279              | 37,00 %            |
| Sassetot-le-Mauconduit   | 947            | 681                 | 239              | 35,18 %            |
| Saint-Pierre-en-Port     | 842            | 612                 | 209              | 34,09 %            |
| Varengeville-sur-Mer     | 1 040          | 760                 | 258              | 33,95 %            |
| Le Tréport               | 5 576          | 4 153               | 1 339            | 32,25 %            |
| Saint-Valery-en-Caux     | 4 470          | 2 868               | 604              | 21,06 %            |

Sources :
- Source Insee, chiffres au 01/01/2008.

## Démographie
En décembre 2005, un sondage a été mené pour déterminer le nom à donner à ses habitants. Depuis, les habitants de la Seine-Maritime sont officiellement appelés les Seinomarins/Seinomarines.

En 2022, le département comptait 1 260 205 habitants, en évolution de +0,35 % par rapport à 2016 (France hors Mayotte : +2,11 %).
| 1791 | 1801    | 1806    | 1821    | 1826    | 1831    | 1836    | 1841    | 1846    |
| ---- | ------- | ------- | ------- | ------- | ------- | ------- | ------- | ------- |
| -    | 609 843 | 643 093 | 655 804 | 688 295 | 693 683 | 720 525 | 737 206 | 757 990 |

| 1851    | 1856    | 1861    | 1866    | 1872    | 1876    | 1881    | 1886    | 1891    |
| ------- | ------- | ------- | ------- | ------- | ------- | ------- | ------- | ------- |
| 762 039 | 769 450 | 789 988 | 792 768 | 790 022 | 798 414 | 814 068 | 833 386 | 839 876 |

| 1896    | 1901    | 1906    | 1911    | 1921    | 1926    | 1931    | 1936    | 1946    |
| ------- | ------- | ------- | ------- | ------- | ------- | ------- | ------- | ------- |
| 837 824 | 853 883 | 863 879 | 877 383 | 880 671 | 885 299 | 905 278 | 915 628 | 846 131 |

| 1954    | 1962      | 1968      | 1975      | 1982      | 1990      | 1999      | 2006      | 2011      |
| ------- | --------- | --------- | --------- | --------- | --------- | --------- | --------- | --------- |
| 941 684 | 1 035 844 | 1 113 977 | 1 172 743 | 1 193 039 | 1 223 429 | 1 239 138 | 1 243 834 | 1 251 282 |

| 2016      | 2021      | 2022      | - | - | - | - | - | - |
| --------- | --------- | --------- | - | - | - | - | - | - |
| 1 255 755 | 1 255 918 | 1 260 205 | - | - | - | - | - | - |

### Communes les plus peuplées
La Seine-Maritime a la particularité d'être un des rares départements, avec les Bouches-du-Rhône (Aix-en-Provence et Marseille), le Rhône (Lyon et Villeurbanne), la Seine-Saint-Denis (Montreuil-sous-Bois et Saint-Denis) et la Réunion (Saint-Denis et Saint-Paul), à posséder deux communes de plus de 100 000 habitants, en l'occurrence, Le Havre et Rouen. Cette particularité est d'autant plus forte que ces deux communes ne font, en plus, pas partie de la même agglomération.
| Nom                      | Code Insee | Intercommunalité                      | Superficie (km2) | Population (dernière pop. légale) | Densité (hab./km2) | Modifier                                    |
| ------------------------ | ---------- | ------------------------------------- | ---------------- | --------------------------------- | ------------------ | ------------------------------------------- |
| Le Havre                 | 76351      | CU Le Havre Seine Métropole           | 46,95            | 166 462 (2022)                    | 3 546              | modifier les données · modifier les données |
| Rouen                    | 76540      | Métropole Rouen Normandie             | 21,38            | 116 331 (2022)                    | 5 441              | modifier les données · modifier les données |
| Sotteville-lès-Rouen     | 76681      | Métropole Rouen Normandie             | 7,44             | 29 039 (2022)                     | 3 903              | modifier les données · modifier les données |
| Saint-Étienne-du-Rouvray | 76575      | Métropole Rouen Normandie             | 18,25            | 28 653 (2022)                     | 1 570              | modifier les données · modifier les données |
| Dieppe                   | 76217      | CA de la Région Dieppoise             | 11,67            | 28 599 (2022)                     | 2 451              | modifier les données · modifier les données |
| Le Grand-Quevilly        | 76322      | Métropole Rouen Normandie             | 11,11            | 25 954 (2022)                     | 2 336              | modifier les données · modifier les données |
| Le Petit-Quevilly        | 76498      | Métropole Rouen Normandie             | 4,35             | 21 935 (2022)                     | 5 043              | modifier les données · modifier les données |
| Mont-Saint-Aignan        | 76451      | Métropole Rouen Normandie             | 7,94             | 20 188 (2022)                     | 2 543              | modifier les données · modifier les données |
| Fécamp                   | 76259      | CA Fécamp Caux Littoral Agglomération | 15,07            | 17 961 (2022)                     | 1 192              | modifier les données · modifier les données |
| Elbeuf                   | 76231      | Métropole Rouen Normandie             | 16,32            | 15 774 (2022)                     | 967                | modifier les données · modifier les données |
| Montivilliers            | 76447      | CU Le Havre Seine Métropole           | 19,09            | 15 671 (2022)                     | 821                | modifier les données · modifier les données |
| Bois-Guillaume           | 76108      | Métropole Rouen Normandie             | 8,85             | 14 497 (2022)                     | 1 638              | modifier les données · modifier les données |
| Canteleu                 | 76157      | Métropole Rouen Normandie             | 17,61            | 14 420 (2022)                     | 819                | modifier les données · modifier les données |
| Oissel-sur-Seine         | 76484      | Métropole Rouen Normandie             | 22,19            | 12 287 (2022)                     | 554                | modifier les données · modifier les données |
| Barentin                 | 76057      | CC Caux-Austreberthe                  | 12,74            | 12 227 (2022)                     | 960                | modifier les données · modifier les données |

## Vie quotidienne en Seine-Maritime

### Lieux de culte
Pour l'Église catholique romaine, le département correspond à l'archidiocèse de Rouen et au diocèse du Havre. Il y a une forte présence de l'Église réformée (protestants) à Bolbec, à Lillebonne, au Havre et à Rouen. À Elbeuf, existent une mosquée de rite malékite et une synagogue. L'Église de Jésus-Christ des saints des derniers jours est présente en Seine-Maritime avec deux paroisses au Havre et à Rouen.

### Médias
La presse écrite est représentée par Paris Normandie, Le Havre Presse, Le Havre libre, Le Courrier cauchois, Les Informations dieppoises, Liberté-Dimanche, Le Réveil de Neufchâtel, L'Éclaireur Brayon et Le Journal d'Elbeuf.

## Administration et politique
- Liste des députés de la Seine-Maritime.
- Liste des sénateurs de la Seine-Maritime.
- Liste des conseillers départementaux de la Seine-Maritime.
- Communes de la Seine-Maritime.
- Anciennes communes de la Seine-Maritime.
- Liste des préfets de la Seine-Maritime
- Hôtel de préfecture de la Seine-Maritime

### Politique locale
Le conseil départemental édite : Seine-Maritime Le magazine.

### Exécutifs des instances politiques départementales de la Seine-Maritime
De 2004 à 2014, le président du conseil départemental est Didier Marie. En application de la réglementation régissant le cumul des mandats en France, Didier Marie (sénateur par suite de la démission de Marc Massion) abandonne la présidence le 22 janvier. Son successeur, Nicolas Rouly, a été élu lors de l'assemblée plénière le même jour.
Le 2 avril 2015, Pascal Martin est élu président du conseil départemental avec 36 voix en sa faveur contre 28 pour Nicolas Rouly et 2 pour Hubert Wulfranc. Deux conseillers départementaux ont voté blanc.
Élu sénateur du département le 1er octobre 2019 à la suite de la démission de Charles Revet, il abandonne la présidence du conseil départemental le même jour.
Le 14 octobre 2019, Bertrand Bellanger succède à Pascal Martin en tant que président de la majorité divers droite. Il est élu par 38 voix pour 70 inscrits et 44 votants. Bertrand Bellanger a été élu conseiller départemental du canton de Mont-Saint-Aignan en mars 2015, aux côtés de Catherine Flavigny. Accompagnant le changement de majorité à la tête du Département de la Seine-Maritime, il devient alors vice-président chargé de l’arrondissement de Rouen.

### Découpage administratif
La Seine-Maritime est composée de 35 cantons.
Avant le redécoupage cantonal de 2014, la Seine-Maritime comptait 69 cantons. Rouen comptait sept cantons, ce nombre est ramené à trois par la réforme.

### Découpage électoral
Le département est divisé en 10 circonscriptions législatives :
- 1re circonscription - Rouen-Nord
- 2e circonscription - Bois-Guillaume - Gournay-en-Bray
- 3e circonscription - Rouen-Sud - Le Petit-Quevilly - Sotteville-les-Rouen - Saint-Étienne-du-Rouvray
- 4e circonscription - Le Grand-Quevilly - Elbeuf - Petit-Couronne - Grand-Couronne
- 5e circonscription - Lillebonne
- 6e circonscription - Dieppe - Neufchâtel-en-Bray
- 7e circonscription - Le Havre-Nord
- 8e circonscription - Le Havre-Sud
- 9e circonscription - Fécamp
- 10e circonscription - Yvetot

### Tendances et résultats politiques
Le département de Seine-Maritime est traditionnellement considéré comme de gauche, avec une forte présence communiste dans certains secteurs comme Le Havre, Dieppe, Le Tréport ou Saint-Étienne-du-Rouvray. C'est d'ailleurs en Seine-Maritime que le Front de gauche a réalisé son meilleur score au niveau national lors l'élection régionale de 2015.
Le département a basculé de justesse à droite lors de l'élection départementale de 2015, mais est en revanche le seul département normand à avoir voté majoritairement à gauche lors de l'élection régionale de 2015.
Lors des élections présidentielles et législatives de 2017, la Seine-Maritime a confirmé son ancrage très à gauche en plaçant Jean-Luc Mélenchon en deuxième position, juste derrière Marine Le Pen, et en envoyant notamment trois députés issus du Parti communiste français (dont deux élus avec le soutien de la France insoumise), faisant ainsi de la Seine-Maritime le département le plus représenté au sein du groupe de la Gauche démocrate et républicaine.
| Élection / collectivités                   | Gauche radicale | Gauche | Centre  | Droite | Droite radicale |
| ------------------------------------------ | --------------- | ------ | ------- | ------ | --------------- |
| Élection présidentielle de 2022 (1er tour) | 25,82 %         | 5,58 % | 30,06 % | 3,78 % | 34,76 %         |
| Conseil régional de 2021                   | 0               | 8      | 4       | 18     | 6               |
| Conseil départemental de 2021              | 8               | 30     | 5       | 23     | 0               |
| Députés                                    | 4               | 1      | 3       | 2      | 0               |
| Sénateurs                                  | 1               | 2      | 1       | 2      | 0               |
| Villes de + 25 000 habitants               | 2               | 3      | 1       | 0      | 0               |

### Enseignement
Les établissements scolaires du département de la Seine-Maritime dépendent tous de l’académie de Normandie, ils sont sous la direction de l’inspection académique de la Seine-Maritime.

### Santé
La santé et le social sont deux secteurs d'intervention qui entrent dans les compétences du conseil départemental. À ce titre, il est chargé de coordonner les actions en faveur des personnes âgées, des personnes en situation de handicap, des enfants, des familles et des personnes en difficulté. Il dispose aussi d’un droit de regard dans la gestion des établissements publics de santé présents sur le territoire départemental.